# Том и Джери: Мисия до Марс
„Том и Джери: Мисия до Марс“ (на английски: Tom and Jerry: Blast Off to Mars) е американски анимационен филм, създаден през 2005 г. Филмът е продукция на Warner Bros. Animation. На DVD и VHS излиза на 18 януари 2005 г., а на Blu-ray на 16 октомври 2012 г.

## Сюжет
Внимание:  Текстът по-долу разкрива сюжета на произведението (или части от него)!
Том преследва Джери и си навлича доста неприятности, докато гонитбата им не достига до парк, използван за тестове на космически храни и площадка за излитане на космически кораби. Двамата се натъкват в стая, където се провежда експеримент за произвеждане на обилна храна от бял прах с помощта на вода. Джери разлива водата от една стъклена бутилка и всички пакетчета, съдържащи бял прах, се превръщат в истинска храна, която изпълва цялата сграда. Учените залавят Том и му обещават, че ще го освободят, ако залови Джери. Започва поредната гонитба. Том започва да гони Джери из цялата сграда. Двамата се качват на две отделни обикновени ракети и така те продължават гонката си в атмосферата. Когато горивото им свършва те падат в близост до космическа ракета и без да забележат се качват на нея, а тя излита. Кацат на Марс, където Джери се сприятелява с марсианка, която иска да защити (вече) двамата приятели (Том и Джери). След ожесточена битка на марсианската планета, извънземните нападат Земята, преди тримата герои да са кацнали на нея. Тогава започва битка на живот и смърт, в която се изправят лице в лице зелените малки човечета и земният народ. Земята бива спасена от унищожение, а Джери получава нова зелена приятелка.

## „Том и Джери: Мисия до Марс“ в България
В България филмът се излъчва за пръв път по Диема Фемили с дублаж на Диема Вижън. Екипът се състои от:
| Роля                | Изпълнител                                                                         |
| ------------------- | ---------------------------------------------------------------------------------- |
| Преводач            | Благовест Костадинов                                                               |
| Режисьор на дублажа | Димитър Кръстев                                                                    |
| Тонрежисьор         | Венцислав Станков                                                                  |
| Озвучаващи артисти  | Яница Митева Нина Гавазова Здравко Методиев Александър Митрев Георги Георгиев-Гого |

„Том и Джери: Мисия до Марс“ се излъчва и на 22 декември 2012 г. по Cartoon Network, премиерно за канала. Дублажът е нахсинхронен в студио „Александра Аудио“.